# Terminal (Xfce)
Pour les articles homonymes, voir Terminal.
 (janvier 2011).
Terminal est un logiciel libre émulant un terminal informatique utilisant la bibliothèque GTK.  Il est l'émulateur de terminal par défaut de l'environnement de bureau Xfce.

## Caractéristiques
Terminal est léger en ressource et propose des fonctionalités telle que la gestion des onglets, une redirection des liens web ou un personalisation avancé. L'application est respectueuse des standards freedesktop.org et bien qu'intégré à Xfce, elle peut-être utilisé avec d'autres environnements de bureau.
Terminal propose aussi les caractèristiques suivantes :
- compatible Xinerama et MultiScreen ;
- interface graphique utilisant la bibliothèque GTK ;
- raccourcis clavier, police, couleurs et taille de la police éditables ;
- barre de défilement ;
- anticrénelage ;
- utilise l'interface D-Bus.